# ヒデコトブキ
ヒデコトブキは日本の競走馬、繁殖牝馬。1969年の第29回桜花賞に優勝した。

## 経歴
1966年、北海道の名門・鎌田牧場で生産される。父コダマは競走馬時代に「超特急」と称され、後に顕彰馬に選出される名馬。母ミスケイコも重賞2勝を挙げた実力馬で、いずれも鎌田牧場の生産馬であった。
競走年齢に達し、京都競馬場の伊藤修司厩舎に入る。8月の函館開催でデビューを迎え、保田隆芳を鞍上に初戦勝利を収めた。続いて札幌に移ったが、ダートコースでの競走に手間取り、開催中2戦は2、3着と勝ち切れなかった。しかし地元関西に戻り、緒戦の牝馬限定戦で2勝目を挙げると、迎えた関西の3歳王者戦・阪神3歳ステークスでは、12頭立ての10番人気ながら後方からの鋭い追い込みを見せ、リキエイカンから半馬身差の2着となった。これで翌年の牝馬クラシックに向けての有力候補に挙げられるようになった。
翌1969年から栗東トレーニングセンターに厩舎が移転。久保敏文を鞍上に迎え、初戦の条件戦に勝利。桜花賞トライアルの阪神4歳牝馬特別も、逃げた1番人気馬ファインハピーを差し切り、重賞初勝利を挙げた。
迎えた桜花賞では、ここまで8戦5勝・2着2回という成績のトウメイが1番人気に支持され、次いでファインハピー、3番人気にヒデコトブキが入り、この3頭の「3強対決」と目された。レースはダッシュウェーとファインハピーが競り合い、トウメイが5、6番手、直後にヒデコトブキが付けた。
レースは前半4ハロンが46秒8と、当時としては非常に速いペースで展開し、第4コーナーで先行勢がバテて失速。代わってトウメイが先頭に立ったが、これに外からヒデコトブキが馬体を接し、直線では両馬の競り合いとなった。残り100m地点でヒデコトブキが前に出ると、ゴール前で再び差し返してきたトウメイを半馬身抑え、1着でゴールした。
半馬身差ながら写真判定となったレースで、優勝タイム1分36秒6は、従来のレースレコードを一挙に1秒短縮するものだった。鞍上の久保は、これが八大競走初優勝であった。
続いては優駿牝馬（オークス）を目指して東上したが、この調教中、かねてより不安のあった右前脚を傷めてオークスを回避。以降は長期の休養を余儀なくされた。翌年2月に復帰し、緒戦の5着を経て、2戦目のオープン戦でトウメイと再戦したが、3着と敗れる。続く大阪杯では1番人気に支持されたが、2戦連続の3着に終わり、再度の療養を経てのオープン戦2着を最後に競走馬を引退した。

## 引退後
1971年から故郷の鎌田牧場で繁殖牝馬となった。
ミョウコウニシキ（1974生 父・ムーティエ）は、1977年7月30日の札幌4歳未勝利戦で1着となり産駒初勝利。
サンキョーショウリ（1983生 父・リィフォー）は、地方競馬で14戦2勝したあと良血を買われて種牡馬となり、阪神ジャンプステークスなど障害重賞で2勝を挙げたヒサコーボンバーを出した。
1985年春シーズン中に死亡した。

## 競走成績
| 年月日 | 年月日 | 年月日 | 競馬場 | レース名        | 頭数 | 人気 | 着順 | 距離（状態）  | タイム | 着差   | 騎手     | 斤量 [kg] | 勝ち馬/（2着馬）   |
| 1968   | 7.     | 14     | 函館   | 3歳新馬         | 7    | 1    | 1着  | 芝1000m（重） | 1:01.3 | -1.1秒 | 保田隆芳 | 50        | （ダイヤバーサ）   |
|        | 8.     | 16     | 札幌   | 3歳特別         | 5    | 1    | 2着  | D1000m（良）  | 59.0   | -0.0秒 | 加賀武見 | 50        | シャダイターキン   |
|        | 8.     | 25     | 札幌   | 3歳S            | 4    | 2    | 3着  | D1200m（重）  | 1:14.6 | -1.7秒 | 加賀武見 | 52        | メジロアサマ       |
|        | 11.    | 24     | 京都   | 3歳牝馬特別     | 14   | 3    | 1着  | 芝1500m（良） | 1:32.6 | -0.2秒 | 栗田勝   | 51.5      | （キヨスピード）   |
|        | 12.    | 15     | 阪神   | 阪神3歳S        | 12   | 10   | 2着  | 芝1600m（重） | 1:39.5 | -0.1秒 | 松本善登 | 51        | リキエイカン       |
| 1969   | 1.     | 4      | 京都   | 紅梅賞          | 6    | 2    | 1着  | 芝1500m（良） | 1:32.6 | -0.4秒 | 久保敏文 | 52        | （セブンダブル）   |
|        | 3.     | 23     | 阪神   | 阪神4歳牝馬特別 | 12   | 2    | 1着  | 芝1400m（良） | 1:24.5 | -0.2秒 | 久保敏文 | 53        | （ファインハピー） |
|        | 4.     | 13     | 阪神   | 桜花賞          | 18   | 3    | 1着  | 芝1600m（良） | 1:36.6 | -0.1秒 | 久保敏文 | 55        | （トウメイ）       |
| 1970   | 2.     | 28     | 京都   | 5歳以上オープン | 6    | 2    | 5着  | 芝1600m（不） | 1:47.7 | -3.8秒 | 久保敏文 | 54        | ハツライニセイ     |
|        | 3.     | 15     | 阪神   | 5歳以上オープン | 14   | 5    | 3着  | 芝1600m（良） | 1:37.4 | -0.2秒 | 久保敏文 | 55        | トウメイ           |
|        | 3.     | 29     | 阪神   | サンケイ大阪杯  | 11   | 1    | 3着  | 芝1900m（良） | 1:56.1 | -0.3秒 | 久保敏文 | 54        | シュンサクオー     |
|        | 7.     | 25     | 札幌   | 4歳以上オープン | 7    | 1    | 2着  | D1800m（良）  | 1:49.5 | -0.1秒 | 吉永良人 | 50        | ダイイチオー       |

## 血統表
| ヒデコトブキの血統（プリンスローズ系 / シアンモア5×5=6.25%、フロリスト5×5=6.25%、Blandford5×5=9.38%・父内） | ヒデコトブキの血統（プリンスローズ系 / シアンモア5×5=6.25%、フロリスト5×5=6.25%、Blandford5×5=9.38%・父内） | ヒデコトブキの血統（プリンスローズ系 / シアンモア5×5=6.25%、フロリスト5×5=6.25%、Blandford5×5=9.38%・父内） | （血統表の出典）     | （血統表の出典） |
| 父 コダマ 1957 栗毛 日本                                                                                    | 父の父*ブッフラー Bouffleur 1952 栗毛 イギリス                                                              | Prince Chevalier                                                                                            | Prince Rose          | Prince Rose      |
| 父 コダマ 1957 栗毛 日本                                                                                    | 父の父*ブッフラー Bouffleur 1952 栗毛 イギリス                                                              | Prince Chevalier                                                                                            | Chevalerie           |                  |
| 父 コダマ 1957 栗毛 日本                                                                                    | 父の父*ブッフラー Bouffleur 1952 栗毛 イギリス                                                              | Monsoon | Umidwar              | Umidwar          |
| 父 コダマ 1957 栗毛 日本                                                                                    | 父の父*ブッフラー Bouffleur 1952 栗毛 イギリス                                                              | Monsoon | Heavenly Wind        |                  |
| 父 コダマ 1957 栗毛 日本                                                                                    | 父の母シラオキ 1946 栗毛 日本                                                                               | *プリメロ Primero                                                                                           | Blandford            | Blandford        |
| 父 コダマ 1957 栗毛 日本                                                                                    | 父の母シラオキ 1946 栗毛 日本                                                                               | *プリメロ Primero                                                                                           | Athasi               |                  |
| 父 コダマ 1957 栗毛 日本                                                                                    | 父の母シラオキ 1946 栗毛 日本                                                                               | 第弐スターカツプ                                                                                            | *ダイオライト        | *ダイオライト    |
| 父 コダマ 1957 栗毛 日本                                                                                    | 父の母シラオキ 1946 栗毛 日本                                                                               | 第弐スターカツプ                                                                                            | スターカツプ         |                  |
| 母 ミスケイコ 1958 青毛 日本                                                                                | 母の父*ライジングフレーム Rising Flame 1947 黒鹿毛 イギリス                                                 | The Phoenix                                                                                                 | Chateau Bouscaut     | Chateau Bouscaut |
| 母 ミスケイコ 1958 青毛 日本                                                                                | 母の父*ライジングフレーム Rising Flame 1947 黒鹿毛 イギリス                                                 | The Phoenix                                                                                                 | Fille de Poete       |                  |
| 母 ミスケイコ 1958 青毛 日本                                                                                | 母の父*ライジングフレーム Rising Flame 1947 黒鹿毛 イギリス                                                 | Admirable                                                                                                   | Nearco               | Nearco           |
| 母 ミスケイコ 1958 青毛 日本                                                                                | 母の父*ライジングフレーム Rising Flame 1947 黒鹿毛 イギリス                                                 | Admirable                                                                                                   | Silvia               |                  |
| 母 ミスケイコ 1958 青毛 日本                                                                                | 母の母ミネノタケ 1949 栗毛 日本                                                                             | マルタケ | ハクリユウ           | ハクリユウ       |
| 母 ミスケイコ 1958 青毛 日本                                                                                | 母の母ミネノタケ 1949 栗毛 日本                                                                             | マルタケ | 第弐サブスチチユート |                  |
| 母 ミスケイコ 1958 青毛 日本                                                                                | 母の母ミネノタケ 1949 栗毛 日本                                                                             | 鵬翼 | トキノチカラ         | トキノチカラ     |
| 母 ミスケイコ 1958 青毛 日本                                                                                | 母の母ミネノタケ 1949 栗毛 日本                                                                             | 鵬翼 | フオーラン F-No.7-c  |                  |

- 母系はアストニシメント系と呼ばれる牝系で、曾孫に2004年のオールカマー優勝馬トーセンダンディ（父・ホワイトマズル）がいる。また半妹ケイザクラ（父サウンドトラック）の子孫からはNHK杯優勝馬のナムラコクオー、アンタレスステークス優勝馬のナムラビクターが出ている。
- 母の全妹アシヤケイコの曾孫にNHK杯優勝馬ナリタタイセイ、桜花賞優勝馬ファイトガリバー兄妹がいる。